# Красновское сельское поселение (Каменский район)
Красно́вское се́льское поселе́ние — сельское поселение в составе Каменского района Ростовской области России.
Административный центр поселения — хутор Красновка.
Численность населения Красновского сельского поселения составляет 6075 человек. 

## География
Располагается Красновское сельское поселение на левом берегу  реки Северский Донец в Каменском Районе Ростовской области. 8 хуторов поселения находятся на территории песчаных балок и крутых берегов. Территория поселения занимает 240 квадратных километров, из которых большая часть приходится на земли сельскохозяйственного назначения. Около 2500 гектар территории занимают леса с хвойными породами деревьев.

## История
Красновское сельское поселение было образовано в январе 2006 года. На его территории работают  общеобразовательные школы, сельские клубы, дом культуры, врачебные амбулатории, несколько библиотек и фельдшерско-акушерские пункты. Развиваются предприятия, занимающиеся выращиванием зерновых и овощных культур, плодово-ягодных культур.
Малый бизнес перешёл в фазу активного развития: происходит продажа продуктов питания, изготавливаются столярные изделия. На территории хутора Верхнекрасный с 2008 года работает молокозавод, который поставляет свою продукцию – молоко, масло, кефир и сметану – как на территорию поселения, так и за его пределы. Предприятия выращивают плодово-ягодные культуры, например сливы, алычу, яблони. Их продукция принимает активное участие в выставках и награждается призами. На территории поселения работает 8 баз отдыха. На территории хутора Михайловка развивается лесное хозяйство, история которого насчитывает около 60 лет. Там выращиваются хвойные и лиственные породы деревьев.

## Административное устройство
В состав Красновского сельского поселения входят:
- хутор Красновка;
- хутор Верхнекрасный;
- хутор Вишневецкий;
- хутор Вязовка;
- хутор Михайловка;
- хутор Харьковка;
- хутор Филиппенков.

## Население
| 2010  | 2012  | 2013  | 2014  | 2015  | 2016  | 2017  |
| ----- | ----- | ----- | ----- | ----- | ----- | ----- |
| 5855  | ↘5761 | ↘5604 | ↘5452 | ↘5330 | ↘5204 | ↘5123 |
| 2018  | 2019  | 2020  | 2021  |       |       |       |
| ↘5084 | ↘5000 | ↘4990 | ↘4987 |       |       |       |